# Яданабонский зоопарк
Яданабонский зоопарк (бирм. ရတနာပုံ တိရိစ္ဆာန် ဥယျာဉ်; англ. Yadanabon Zoological Gardens) — зоологический парк в городе Мандалай (Мьянма). В зоопарке насчитывается около 300 животных, включая тигров, леопардов и слонов. Он играет важную роль в программе сохранения находящихся под угрозой исчезновения бирманских эндемичных черепах Batagur trivittata и Geochelone platynota.

## История

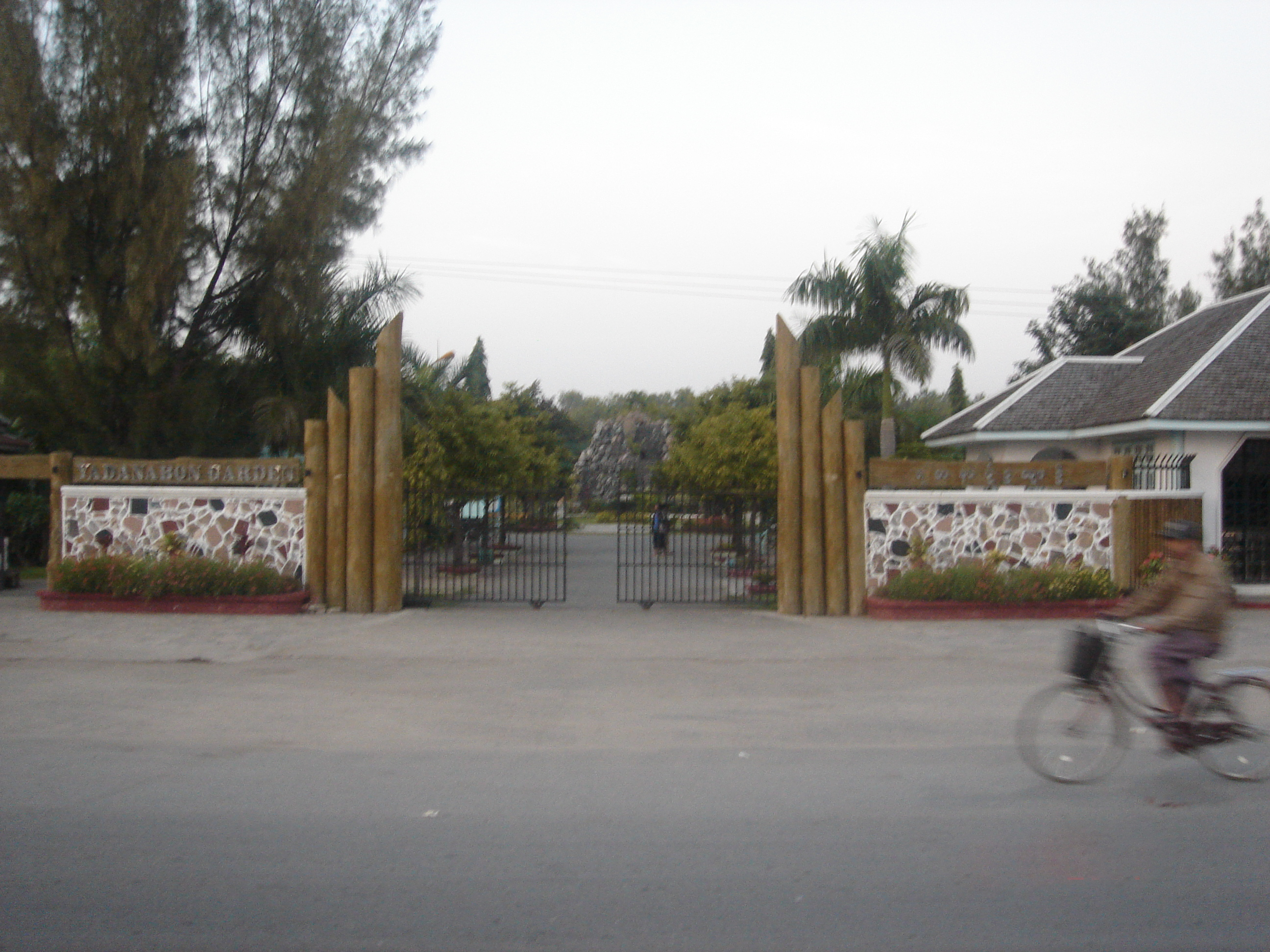
Вход в Яданабонский зоопарк

Яданабонский зоопарк (Яданабон — первоначальное название города Мандалай) расположен у подножия Мандалайского холма и открылся 8 апреля 1989 года. В 2003 году помещения зоопарка были модернизированы. Часть программы модернизации включала специальный вольер для черепахи Batagur trivittata с большим грунтовым прудом, построенный на средства, пожертвованные BTG Studios в Сиднее и Allwetterzoo Münster в Германии.

## Программы консервации

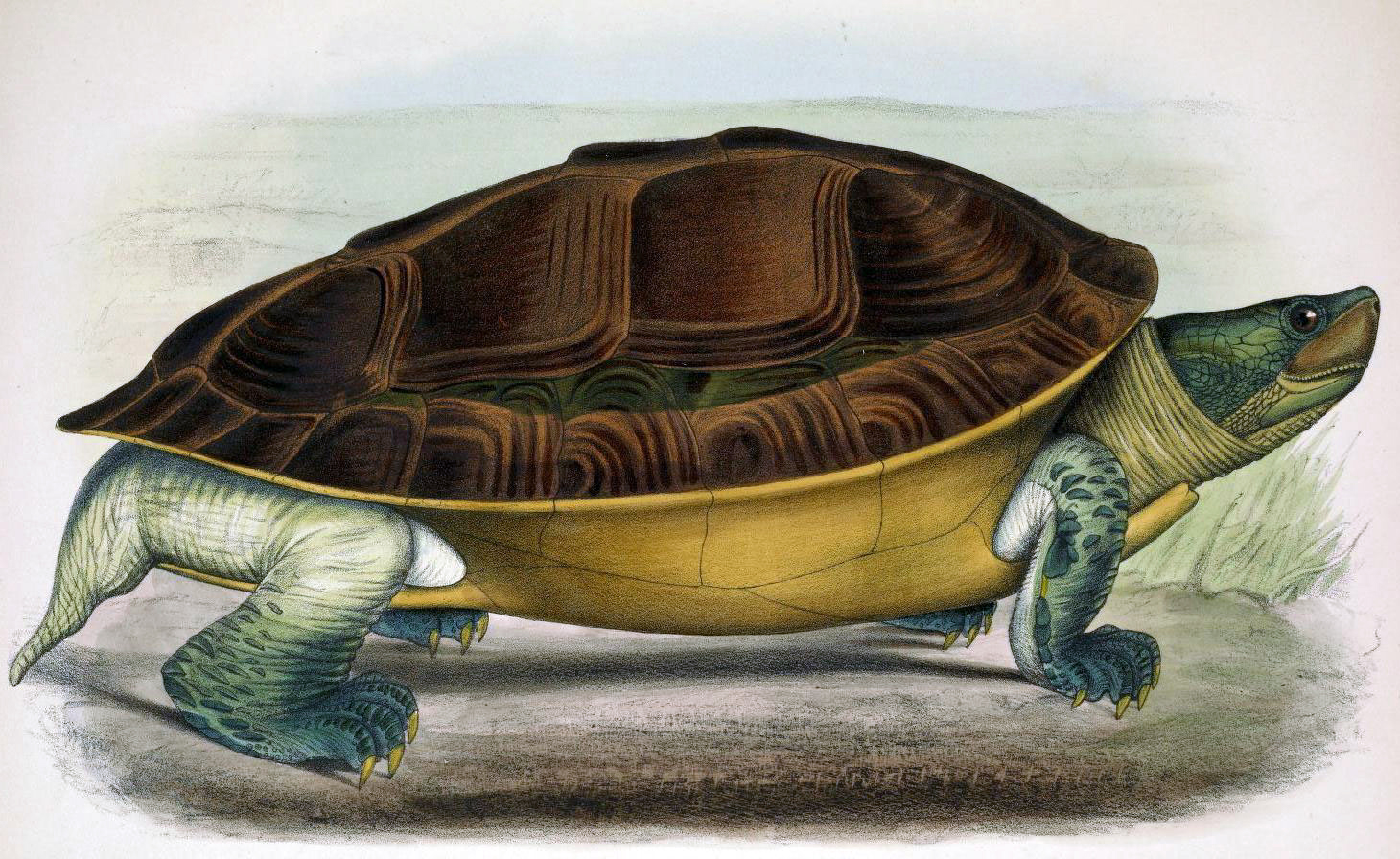
Черепаха Batagur trivittata

Зоопарк известен тем, что играет значительную роль в успешной программе сохранения черепахи Batagur trivittata. До 2002 года считалось, что этот вид черепах вымер, пока не был вновь обнаружен, однако всё ещё очень редок в дикой природе. В настоящее время несколько сотен особей содержатся в зоопарке и в центре сохранения черепах в парке Лоукананда в Пагане. Зоопарк также участвует в программе разведения находящейся под угрозой исчезновения бирманской черепахи Geochelone platynota.